# Paradise Kiss
Paradise Kiss (japanska: パラダイス・キス, Paradaisu Kisu?),  är en mangaserie av Ai Yazawa. Den blev 5 volymer lång och gjordes 1999–2003. Den producerades även en animeserie på 12 avsnitt som sändes i japansk TV under 2005 (från 13 oktober till 29 december).